# Galicija (Španija)
Galicija (galicijsko Galicia, izgovorjava [ɡaˈliθjɐ] ali Galiza, [ɡaˈliθɐ]; špansko Galicia, portugalsko Galiza) je avtonomna skupnost Španije in zgodovinska narodnost po španski zakonodaji, in nekdanje (srednjeveško) kraljestvo. Obsega površino 29.574 km² v severozahodnem kotu Iberskega polotoka in obsega province A Coruña, Lugo, Ourense in Pontevedra, ki štejejo skupaj 2.701.743 prebivalcev (2018). Glavno mesto Galicije je znano romarsko središče Santiago de Compostela.
Galicija leži ob Atlantski obali. Na jugu meji na Portugalsko, na vzhodu na španske avtonomne skupnosti Kastilija in Leon ter Asturijo, na zahodu na Atlantski ocean in na severu na Biskajski zaliv. Galicija ima več kot 1660 km obale, vključno s svojimi obalnimi otoki in otočki, med njimi otoki Cíes, Ons, Sálvora, otok Cortegada, ki skupaj tvorijo Narodni park galicijski atlantski otoki, ter največji in najbolj naseljen, A Illa de Arousa.

## Toponimi
Ime Galicia izhaja iz latinskega toponima Callaecia, kasneje Gallaecia, povezano z imenom starodavnega keltskega plemena, ki je prebivalo severno od reke Douro, Gallaeci ali Callaeci v latinščini ali Καλλαϊκoί (Kallaïkoí) v grščini. Ti Callaeci so bili prvo pleme na tem območju, ki je pomagalo Luzitancem proti napadalcem Rimljanom. Rimljani so svoje ime uporabljali za vsa ostala plemena na severozahodu, ki so govorila isti jezik in živela enako življenje.
Toponimijo imena so že od 7. stoletja preučevali avtorji, kot je Isidor Seviljski, ki je zapisal, da so »Galicijci zaradi svoje svetle kože tako imenovani Gali«, ki so ime povezali z grško besedo za mleko. V 21. stoletju so nekateri učenjaki (J. J. Moralejo, Carlos Búa) ime starih Callaecev izvlekli bodisi iz proto-indoevropskega *kl (H) -no- za hrib , prek lokalne relacijske končnice -aik-, ki je prav tako potrjena v kceltiberščini, kar pomeni 'hrib (ljudje)'; ali pa iz protokeltskega *kallī- za 'gozd', kar pomeni 'gozdni (ljudje)'. Kakor koli že, Galicija, ki sama po sebi izhaja iz etničnega imena ‘’Kallaikói, pomeni »dežela Galicijev«.
Drugi nedavni predlog prihaja od jezikoslovca Francesca Benozza, potem ko je v številnih keltskih besedah s pomenom 'kamen' ali 'skala' identificiral koren gall- / kall-, kot sledi: gall (stara irščina), gal (srednji valižanščina), gailleichan (škotsko-galsko), kailhoù (bretonsko), galagh (manško) in gall (galsko). Zato Benozzo razlaga etnonim Callaeci kot 'kamniti ljudje' ali 'ljudje, ki delajo s kamnom', glede na graditelje starodavnih megalitov in kamnitih tvorb, tako pogostih v Galiciji.
Ime se je razvilo v srednjem veku od Gallaecia, včasih napisane Galletia, do Galicije. V 13. stoletju je s pisnim pojavom galicijskega jezika Galiza postala najbolj običajna pisna oblika imena države, ki jo je v 15. in 16. stoletju nadomestila sedanja oblika Galicia, kar je tudi črkopis imena v španščini. Zgodovinsko poimenovanje Galiza je spet postalo priljubljeno konec 19. in prve tri četrtine 20. stoletja in se še danes pogosto uporablja. Lokalna vlada Hunta de Galicia uporablja Galicia. Kraljeva galicijska akademija, institucija, pristojna za urejanje galicijskega jezika, ki je Galiza sicer priznala kot legitimno sedanje ime, je izjavila, da je edino uradno ime države Galicia.
Zaradi zgodovine in kulture Galicije z mitologijo se je dežela imenovala »Terra Meiga« (dežela čarovnic).

## Zgodovina

### Prazgodovina in antika
Najstarejše potrdilo o človeški prisotnosti v Galiciji je bilo najdeno v jami Eirós v občini Triacastela, kjer so ohranjeni živalski ostanki in neandertalski kamniti predmeti iz srednjega paleolitika. Najstarejša kultura, ki je pustila pomembne arhitekturne sledi, je megalitska kultura, ki se je v času neolitika in bakrene dobe razširila vzdolž zahodnoevropskih obal. Na tisoče megalitskih tumulov je razširjenih po vsej državi, vendar večinoma vzdolž obalnih območij. Znotraj vsakega tumula je kamnita pokopna komora, lokalno znana kot anta (dolmen), pred katero je pogosto hodnik. Na Galicijo je pozneje vplivala kultura zvončastih čaš. Njena bogata nahajališča kositra in zlata so privedla do razvoja bronastodobne metalurgije in do prodaje izdelkov iz brona in zlata vzdolž atlantske obale zahodne Evrope. V tej regiji se je v atlantski bronasti dobi razvila skupna elitna kultura.
Od konca megalitske dobe do bronaste dobe na prostem najdemo številne kamnite rezbarije (petroglife). Običajno predstavljajo skodelice in prstane, labirinte, jelene, orožje iz bronaste dobe ter prizore jahanja in lova. Veliko teh kamnitih rezbarij najdemo v regijah Rías Baixas, na mestih, kot sta Tourón in Campo Lameiro.
Kultura Castro  galicijsko cultura castrexa, portugalsko cultura castreja, astursko cultura castriega, špansko cultura castreña, kar pomeni »kultura gradišč«) se je razvila v železni dobi in je cvetela v drugi polovici prvega tisočletja pred našim štetjem. Običajno velja za lokalni razvoj atlantske bronaste dobe s kasnejšim razvojem in vplivi ter prekrivanjem z rimsko dobo. Geografsko ustreza ljudem, ki so jih Rimljani imenovali Galeci in so jih sestavljali številni narodi ali plemena, med njimi Artabri, Bracari, Limici, Celtici, Albiones in Lemavi. Bili so sposobni borci: Strabon jih je opisal kot najtežje sovražnike, s katerimi so se Rimljani srečali pri osvajanju Luzitanije, medtem ko Apijan  omenja njihov vojaški duh, pri čemer ugotavlja, da so ženske nosile orožje ob boku svojim možem, pri čemer so izbrale smrt raje kot ujetništvo. Po Pomponiju Meli so bili vsi prebivalci obalnih območij Kelti.
Galeci so živeli v castros (gradiščih). Običajno so bile to krožne utrdbe z eno ali več koncentričnimi zemeljskimi ali kamnitimi stenami, pred vsako je bil rov. Pogosto so bile na gričih ali na obmorskih pečinah in polotokih. Nekaj dobro znanih castros je mogoče najti na morski obali v Fazouru, Santa Tegra, Baroña in O Neixón in v notranjosti: San Cibrao de Lás, Borneiro, Castromao in Viladonga. Nekatere druge značilnosti, kot so templji, kopeli, rezervoarji, kipi bojevnikov in okrasne rezbarije, so bile povezane s to kulturo, skupaj z bogato tradicijo obdelave zlata in kovin.
Rimske legije so prvič vstopile na območje pod Decimom Junijem Brutom Kalikom v letih 137–136 pred našim štetjem , vendar je bila država v Rimsko cesarstvo vključena šele v času Avgusta (29 pr. n. št.). Rimljane je Galicija zanimala predvsem zaradi njenih mineralnih surovin, predvsem zlata. Pod rimsko oblastjo so večino galicijskih gradišč začeli - včasih tudi prisilno - zapuščati, Galeci pa so v rimski vojski pogosto služili kot pomožna enota. Rimljani so prinesli nove tehnologije, nove poti, nove oblike organiziranja lastnine in nov jezik; latinščino. Rimsko cesarstvo je vzpostavilo nadzor nad Galicijo s taborišči (castra) kot Aquis Querquennis, taborišče Ciadella ali Lucus Augusti (Lugo), cestami (viae) in spomeniki kot je svetilnik, znan kot Herkulov stolp v La Coruñi, vendar so zaradi oddaljenosti in manjšega zanimanja države od 2. stoletja naše dobe dalje, ko so rudniki zlata prenehali delovati, privedli do manjše stopnje romanizacije. V 3. stoletju je postala provinca pod imenom Gallaecia, ki je vključevala tudi severno Portugalsko, Asturijo in velik del današnjega dela Kastilije in Leona.
- Bronastodobna čelada iz Leira, Rianxo
- Hiše Palloza v vzhodni Galiciji, razvita oblika lokalnih krožnih hiš iz železne dobe
- Castro de Baroña, železnodobno utrjeno naselje
- Kultura Castro, železnodobna glava vojščaka iz Rubiása, občina Bande. Sedaj v Museo Provincial de Ourense.

### Zgodnji srednji vek
V začetku 5. stoletja je globoka kriza, ki jo je utrpelo Rimsko cesarstvo, omogočila različnim plemenom Srednje Evrope (Svebi, Vandali in Alani), da prečkajo Ren. Njihov napredek proti Iberskemu polotoku je prisilil Rimljane, da podpišejo pogodbo (foedus), s katero so se Svebi mirno naselili in kot cesarski zavezniki upravljali Galicijo. Od leta 409 so Svebi prevzeli Galicijo in leta 411, celo pred padcem Rimskega cesarstva, ustvarili prvo srednjeveško kraljestvo v Evropi, ki je bilo tudi prvo germansko kraljestvo, ki je kovalo kovance v rimskih deželah. V tem obdobju je bila ustanovljena britska kolonija in škofija v severni Galiciji (Britonija), verjetno kot foederati in zavezniki Svebov. Leta 585 je vizigotski kralj Leovigild napadel svebsko kraljevino Galicijo in jo premagal ter jo postavil pod nadzor Vizigotov.
Pozneje (leta 711) so Španijo napadli muslimani, vendar Arabci in Mavri nikoli niso uspeli imeti pravega nadzora nad Galicijo, ki je bila kasneje vključena v razširjeno krščansko Astursko kraljestvo, ki so jo muslimanski kronisti običajno imenovali Galecija ali Galicija (Yillīqiya in Galīsiya) , kot tudi mnogi evropski sodobniki. Ta doba je Galicijo utrdila kot krščansko družbo, ki je govorila romanski jezik. V naslednjem stoletju so galicijski plemiči zavzeli severno Portugalsko in leta 871 osvojili Coimbro ter tako osvobodili najjužnejše mesto starodavne Galicije.

### Visoki in pozni srednji vek
V 9. stoletju je vzpon kulta apostola Jakoba v Santiagu de Compostela dal Galiciji poseben simbolni pomen med kristjani, ki ga je imel v celotni rekonkvisti. Z nadaljevanjem srednjega veka je Santiago postal glavna romarska destinacija, Pot svetega Jakoba (Camiño de Santiago) pa glavna romarska cesta, pot za širjenje romanske umetnosti ter besed in glasbe trubadurjev. V 10. in 11. stoletju, v času, ko se je galicijsko plemstvo povezalo s kraljevo družino, so Galicijo včasih vodili njeni domači kralji, medtem ko so Vikingi (lokalno znani kot Leodemanes ali Lordomanes) občasno napadli obale. Stolpi Catoire  (Pontevedra) so bili zgrajeni kot sistem utrdb za preprečevanje in zaustavitev vikinških napadov na Santiago de Compostela.
Leta 1063 je Ferdinand I. Kastiljski svoje kraljestvo razdelil med svoje sinove in Galicija je bila podeljena Garciji II.. Leta 1072 ga je prisilno aneksiral Garcijin brat Alfonz VI. Leonski; od takrat je bila Galicija pod istimi monarhi združena s kraljevino León. V 13. stoletju je Alfonz X. Kastiljski standardiziral kastiljski jezik (tj. španščino) in ga naredil za dvorni in vladni jezik. Kljub temu je bil v kraljevini Galiciji galicijski jezik edini jezik, ki se je najpogosteje uporabljal v državni in pravni rabi, pa tudi v literaturi.
V 14. in 15. stoletju je postopno oddaljevanje kraljev od galicijskih zadev prepuščalo kraljestvo lokalnim vitezom, grofom in škofom, ki so se pogosto borili za povečanje svojih fevdov ali preprosto za plenjenje dežel drugih. Hkrati so poslanci kraljevine v Cortes nehali klicati. Kraljevina Galicija, ki je ušla izpod kraljevega nadzora, se je odzvala s stoletjem fiskalne neposlušnosti.
Po drugi strani pa je pomanjkanje učinkovitega kraljevega pravosodnega sistema v Kraljevini privedlo do družbenega konflikta, znanega kot Guerras Irmandiñas ('vojne bratov'), ko so kmečke in meščanske lige ob podpori številnih vitezov, plemičev in pod pravno zaščito, ki jo je ponujal oddaljeni kralj, podrle številne gradove in na kratko pregnale plemiče na Portugalsko in v Kastilijo. Kmalu zatem, konec 15. stoletja, je v dinastičnem spopadu med Izabelo I. Kastiljsko in Joanno La Beltranejo (portugalska kraljica in žena Alfonza V. Portugalskega), je del galicijske aristokracije podprl Joanno. Po zmagi Izabele je ta sprožila upravno in politično reformo, ki jo je kronist Jeronimo Zurita opredelil kot doma del Reino de Galicia: »Takrat se je začelo krotiti Galicijo, saj ne samo lokalni gospodje in vitezi, ampak vsi ljudje tega naroda so bili tisti proti ostalim zelo drzni in bojeviti.« Te reforme so ob ustanovitvi lokalne vlade in razsodišča (Real Audiencia del Reino de Galicia) in pri podrejanju plemičev prinesle tudi večino galicijskih samostanov in ustanov pod kastiljski nadzor, kar je bilo kritizirano kot proces centralizacije. Hkrati so kralji začeli klicati Hunto ali Cortes Kraljevine Galicije, predstavniški zbor poslancev ali predstavnikov mest Kraljevine, da bi prosili za denarne in vojaške prispevke. Ta skupščina se je kmalu razvila v glasovno in pravno zastopstvo Kraljevine ter depozitarja njene volje in zakonov.

### Zgodnji novi vek
Moderno obdobje kraljevine Galicije se je začelo s porazom nekaterih najmočnejših galicijskih gospodov, kot sta Pedro Álvarez de Sotomayor, imenovan Pedro Madruga, in Rodrigo Henriquez Osorio, od rok kastiljske vojske, poslane v Galicijo med leti 1480 in 1486. Izabela I. Kastiljska, za katero so mnogi galicijski plemiči menili, da je uzurpatorka, je premagala ves oborožen odpor in dokončno vzpostavila kraljevo oblast Kastiljske monarhije. V strahu pred splošnim uporom so monarhi med drugim odredili izgon ostalih velikih lordov, kot so Pedro de Bolaño, Diego de Andrade ali Lope Sánchez de Moscoso.
Ustanovitev Santa Hermandada (»sveto bratstvo« - vrsta vojaškega mirovnega združenja oboroženih posameznikov) leta 1480 in Real Audiencia del Reino de Galicia leta 1500 – pritožbeno sodišče in izvršni organ, ki ga je generalni guverner vodil kot neposredni predstavnik kralja, je sprva pomenila predajo kraljestva Kroni , po stoletju nemirov in fiskalne neskladnosti. Posledično je Kraljevina Galicija med letoma 1480 in 1520 prispevala več kot 10 % celotnega zaslužka kastiljske krone, vključno z Ameriko, kar je precej več od njenega gospodarskega pomena. Tako kot v preostalih delih Španije je tudi tukaj 16. stoletje zaznamovalo rast prebivalstva do leta 1580, ko so sočasne vojne z Nizozemsko, Francijo in Anglijo ovirale atlantsko trgovino Galicije, ki je bila večinoma namenjena izvozu sardin, lesa in nekaterih vrst živine in vina.
V poznih letih 15. stoletja se je pisna oblika galicijskega jezika počasi začela zmanjševati, saj jo je vse bolj nadomeščala španščina, ki bo dosegla vrhunec v »temnih stoletjih« jezika Séculos Escuros, približno od 16. stoletja do sredine 18. stoletja, ko je pisni galicijski jezik skoraj popolnoma izginil, razen za zasebno ali občasno rabo, govorjeni jezik pa je ostal običajni jezik ljudi v vaseh in celo v mestih.
Od tega trenutka se je Galicija, ki je v manjši meri sodelovala pri širitvi španskega imperija v Amerikah, znašla v središču atlantskih vojn, ki jih je Španija vodila proti Francozom in protestantskim silam v Angliji in na Nizozemskem, katerih zasebniki so napadli obalna območja, a večji napadi niso bili pogosti, saj je bila obalna linija težavna in pristanišča zlahka branjena. Najbolj znani napadi na mesto Vigo so bili sira Francisa Draka v letih 1585 in 1589 in obleganje La Coruñje leta 1589 s strani angleške armade. Galicija je bila občasno predmet napadov berberskih gusarjev, vendar ne tako pogosto kot sredozemska obalna območja. Najbolj znan napad berberov je bilo krvavo pustošenje mesta Cangas leta 1617. V tistem obdobju so bile kraljeve prošnje za denar in čete zaradi človeške in gospodarske izčrpanosti Kastilje vse pogostejše; Hunta Kraljevine Galicije (lokalni Cortes ali predstavniški zbor) je bila sprva dovzetna za te peticije, zbrala je velike vsote, sprejela vpoklic mož kraljestva in celo naročila novo mornariško eskadriljo, ki je bila vzdrževana z dohodki kraljestva.
Po prekinitvi vojn s Portugalsko in Katalonijo je Hunta spremenila svoj odnos, tokrat zaradi izčrpanosti Galicije, ki zdaj ni sodelovala le v pomorskih ali čezmorskih operacijah, ampak tudi v naporni vojni s Portugalci, ki je povzročila na tisoče žrtev in beguncev ter močno motila lokalno gospodarstvo in trgovino. Tako je v drugi polovici 17. stoletja Hunta pogosto zanikali ali znatno zmanjšali začetne zahteve monarha in čeprav napetost ni narasla na raven, ki so jo doživeli na Portugalskem ali v Kataloniji, so bili pogosti mestni upori in nekateri glasovi celo zahteval odcepitev Kraljevine Galicije.

### Pozni novi vek in sedanjost
Med polotoško vojno je uspešna vstaja lokalnega prebivalstva proti novim francoskim oblastem skupaj s podporo britanske vojske omejila okupacijo na šestmesečno obdobje v letih 1808–1809. V predvojnem obdobju je bil vrhovni svet Kraljevine Galicije (Hunta Suprema del Reino de Galicia), samoproglašeni začasni suvereni leta 1808, edina vlada države in je proti napadalcem mobiliziral približno 40.000 mož.
Teritorialna delitev Španije iz leta 1833 je formalno končala Kraljevino Galicijo in združila Španijo v enotno centralizirano monarhijo. Namesto sedmih provinc in regionalne uprave je bila Galicija reorganizirana v sedanje štiri province. Čeprav je bila priznana kot »zgodovinska regija«, je bil ta status strogo časten. Kot odziv so nastala nacionalistična in federalistična gibanja.
Liberalni general Miguel Solís Cuetos je leta 1846 vodil poskus separatističnega puča proti avtoritarnemu režimu Ramóna Marie Narváeza. Solís in njegove sile so bili poraženi v bitki pri Cacheirasu, 23. aprila 1846, so bili preživeli, vključno s samim Solísom, ustreljeni. Zasedli so svoje mesto v galicijskem spominu kot mučenci iz Carrala ali preprosto mučenci svobode.
Poraženi na vojaški fronti so se Galicijci obrnili k kulturi. Rexurdimento se je osredotočil na okrevanje galicijskega jezika kot nosilca družbenega in kulturnega izražanja. Med pisatelji, povezanimi s tem gibanjem, so Rosalía de Castro, Manuel Murguía, Manuel Leiras Pulpeiro in Eduardo Pondal.
V začetku 20. stoletja je prišlo do novega obrata k nacionalistični politiki s Solidaridad Gallego (1907–1912) po vzoru Solidaritat Catalana v Kataloniji. Solidaridad Gallega ni uspel, toda leta 1916 se je Irmandades da Fala (Bratovščina jezika) najprej razvila kot kulturno združenje, kmalu pa kot polno nacionalistično gibanje. Vicente Risco in Ramón Otero Pedrayo sta bila izjemna kulturnika tega gibanja, revija Nós ('Us'), ustanovljena leta 1920, pa je bila njena najpomembnejša kulturna ustanova Lois Peña Novo izjemna politična osebnost.
Druga španska republika je bila razglašena leta 1931. V času republike je bila Partido Galeguista (PG) najpomembnejša v spreminjajoči se zbirki galicijskih nacionalističnih strank. Po referendumu o galicijskem statutu avtonomije je Galicija dobila status avtonomne regije.
Galiciji so prizanesli najhujši boji v tisti vojni: to je bilo eno od področij, kjer je bil prvi poskus državnega udara na začetku vojne uspešen in je skozi vojno ostala v nacionalističnih rokah (Frankova vojska). Medtem ko ni bilo spopadov, je prišlo do represije in smrti: vse politične stranke so bile ukinjene, prav tako vsi sindikati in galicijske nacionalistične organizacije, kot je Seminario de Estudos Galegos. Statut avtonomije Galicije je bil razveljavljen (kot tudi Katalonije in baskovskih provinc, ko so bile te osvojene). Po besedah Carlosa Fernándeza Santanderja je bilo ubitih najmanj 4200 ljudi bodisi izvensodno bodisi po skrajšanih sojenjih, med njimi republikanci, komunisti, galicijski nacionalisti, socialisti in anarhisti. Med žrtvami so bili civilni guvernerji vseh štirih galicijskih provinc; Juana Capdevielle, žena guvernerja A Coruñe; župani, kot je Ánxel Casal iz Santiaga de Compostela, iz Partido Galeguista; ugledni socialisti, kot sta Jaime Quintanilla v Ferrolu in Emilio Martínez Garrido v Vigu; poslanci ljudske fronte Antonio Bilbatúa, José Miñones, Díaz Villamil, Ignacio Seoane in nekdanji poslanec Heraclio Botana); vojaki, ki se niso pridružili uporu, na primer generali Rogelio Caridad Pita in Enrique Salcedo Molinuevo ter admiral Antonio Azarola; in ustanovitelji PG Alexandre Bóveda in Víctor Casas  ter drugi strokovnjaki, podobni republikancem in nacionalistom, kot novinar Manuel Lustres Rivas ali zdravnik Luis Poza Pastrana. Mnogi drugi so bili prisiljeni pobegniti v izgnanstvo ali pa so bili žrtve drugih povračilnih ukrepov in so bili odstranjeni s svojih delovnih mest in položajev. General Francisco Franco - sam Galicijec iz Ferrola - je vladal kot diktator od državljanske vojne do svoje smrti leta 1975. Francov centralizirajoči režim je zatrl vsako uradno uporabo galicijskega jezika, vključno z uporabo galicijskih imen za novorojenčke, čeprav je vsakodnevna ustna raba ni bila prepovedana. Med poskusi upora so bile tudi majhne levičarske gverilske skupine, kakršne sta vodila José Castro Veiga (»O Piloto«) in Benigno Andrade (»Foucellas«), ki sta bila na koncu ujeta in usmrčena. V 1960-ih so ministri, kot je Manuel Fraga Iribarne, uvedli nekatere reforme, ki so tehnokratom, povezanim z Opus Dei, omogočile posodobitev uprave na način, ki je olajšal kapitalistični gospodarski razvoj. Vendar je bila Galicija desetletja v veliki meri omejena na vlogo dobavitelja surovin in energije za preostalo Španijo, kar je povzročalo opustošenje okolja in povzročilo val migracij v Venezuelo in različne dele Evrope. Fenosa, monopolni dobavitelj električne energije, je zgradil hidroelektrarne in poplavil številne galicijske rečne doline.
Galicijsko gospodarstvo se je končno začelo posodabljati s francosko tovarno Citroën v Vigu, posodobitvijo industrije konzerv in ribiške flote ter sčasoma posodobitvijo kmetijske prakse, zlasti pri pridelavi kravjega mleka. V provinci Ourense je poslovnež in politik Eulogio Gómez Franqueira z ustanovitvijo zadruge Cooperativa Orensana S.A. (Coren) dal zagon reji živine in perutnine.
V zadnjem desetletju Francove vladavine se je v Galiciji obnovil nacionalistični občutek. V zgodnjih sedemdesetih letih so bili nemiri med univerzitetnimi študenti, delavci in kmeti. Leta 1972 so splošne stavke v Vigu in Ferrolu stale življenja Amadora Reya in Daniela Niebla. Kasneje je škof Mondoñedo-Ferrola Miguel Anxo Araúxo Iglesias napisal pastoralno pismo, ki ga Francov režim ni dobro sprejel, o demonstracijah v Bazánu (Ferrol), kjer sta umrla dva delavca.
Kot del prehoda na demokracijo po Francovi smrti leta 1975 je Galicija z Statutom o avtonomiji iz leta 1981, dobila status avtonomne skupnosti znotraj Španije, »Galicija, zgodovinska država, je ustanovljena kot avtonomna skupnost za dostop svoji samoupravi v soglasju s špansko ustavo in sedanjim statutom (...) ». Na politični ravni so očitne različne stopnje nacionalističnega ali neodvisnega razpoloženja. Bloque Nacionalista Galego ali BNG je konglomerat levičarskih strank in posameznikov, ki kot narod zahteva galicijski politični status.
Od leta 1990 do 2005 je Manuel Fraga, nekdanji minister in veleposlanik v Francovi diktaturi, predsedoval galicijski avtonomni vladi Hunta de Galicia. Fraga je bil od ustanovitve povezan z Ljudsko stranko (Partido Popular, glavna španska nacionalna konservativna stranka). Leta 2002, ko je tanker Prestige potonil in pokril galicijsko obalo z nafto, je Fraga množično gibanje Nunca Mais (»Nikoli več«) obtožilo, da ni bila pripravljena reagirati. Na volitvah v Galiciji leta 2005 je »ljudska stranka« izgubila absolutno večino, čeprav je s 43 % glasov ostala (komaj) največja stranka v parlamentu. Posledično je oblast prešla na koalicijo Partido dos Socialistas de Galicia (PSdeG) (stranka galicijskih socialistov), zvezna sestrska stranka glavne španske socialdemokratske stranke, Partido Socialista Obrero Español (PSOE, Španska socialistična delavska stranka) in nacionalistični Bloque Nacionalista Galego (BNG). Kot starejši partner v novi koaliciji je PSdeG za novega predsednika Galicije imenoval svojega voditelja Emilio Perez Touriño, za podpredsednika pa Anxo Quintana, vodja BNG.
Leta 2009 je koalicija PSdG-BNG volitve izgubila, vlada pa se je vrnila k Ljudski stranki (konzervativni), čeprav je koalicija PSdG-BNG dejansko dobila največ glasov. Alberto Núñez Feijóo (PPdG) je zdaj predsednik Galicije.

## Geografija
Galicija ima površino 29.574 kvadratnih kilometrov. Njena najsevernejša točka s 43 ° 47′ N, je Estaca de Bares (tudi najsevernejša točka Španije); najjužnejša, pri 41 ° 49′ N, je na portugalski meji v naravnem parku Baixa Limia-Serra do Xurés. Najvzhodnejša zemljepisna dolžina je na 6 ° 42′ W na meji med provinco Ourense in kastiljsko-leonsko provinco Zamora, najzahodnejša na 9 ° 18′ W, dosežena na dveh mestih: Rt Fisterra (Finisterre) in rt Touriñán, oba v provinci A Coruña.

### Topografija
Notranjost Galicije je gričevnata pokrajina, sestavljena iz razmeroma nizkih gorskih verig, običajno pod 1000 m visokih, brez ostrih vrhov, ki se v vzhodnih gorah dvignejo na 2000 m. Obstaja veliko rek, večina (čeprav ne vse), ki tečejo po razmeroma ravnih pobočjih v ozkih rečnih dolinah, čeprav včasih njihovi tokovi postanejo precej bolj razgibani, kot v kanjonih reke Sil, druge najpomembnejše reke Galicije po reki Miño.
Topografsko je izjemna značilnost Galicije prisotnost številnih peščenih morskih zalivov ob obali, ustja, ki so se po končani ledeni dobi potopila z naraščajočo višino gladine morja. Ti se imenujejo rias in so razdeljeni na manjše Rías Altas in večje Rías Baixas. Med Rías Altas spadajo Ribadeo, Foz, Viveiro, O Barqueiro, Ortigueira, Cedeira, Ferrol, Betanzos, A Coruña, Corme e Laxe in Camariñas. Rías Baixas, ki ga najdemo južno od Fisterre, vključuje Corcubión, Muros e Noia, Arousa, Pontevedra in Vigo. Rías Altas se včasih lahko nanašajo le na tiste vzhodno od Estaca de Bares, drugi pa se imenujejo Rías Medias.
Erozija Atlantskega oceana je prispevala k velikemu številu rtov. Poleg zgoraj omenjenega Estaca de Bares na skrajnem severu, ki ločuje Atlantski ocean od Biskajskega zaliva, so pomembni še rti Ortegal, Cape Prior, Punta Santo Adrao, Cape Vilán, Cape Touriñán (najzahodnejša točka v Galiciji), Rt Finisterre ali Fisterra, ki so ga Rimljani skupaj s Finistère v Bretanji in Land's End v Cornwallu šteli za konec znanega sveta.
Po vsej galicijski obali so različna otočja v bližini ustja ríasov. Ti arhipelagi zagotavljajo zaščitena globokomorska pristanišča in tudi habitat za morske ptice. Popis iz leta 2007 ocenjuje, da ima galicijska obala 316 otočij, otočkov in samostoječih skal. Med najpomembnejšimi so arhipelagi Cíes, Ons in Sálvora. Skupaj z otokom Cortegada ti sestavljajo Narodni park galicijski atlantski otoki. Drugi pomembni otoki so Islas Malveiras, Islas Sisargas in največji in z največ prebivalci otok Arousa.
Obala tega »zelenega kota« Iberskega polotoka, dolga približno 1500 km, privablja veliko število turistov, čeprav jo je razvoj nepremičnin v desetletju 2000–2010 delno poslabšal.
Galicija je precej gorata, kar je prispevalo k izolaciji podeželskih območij in oviranju komunikacij, predvsem v notranjosti. Glavno gorsko območje je Macizo Galaico (Serra do Eixe, Serra da Lastra, Serra do Courel), znano tudi kot Macizo Galaico-Leonés, ki je v vzhodnih delih, meji na Kastilijo in Leon. Pomembne gorske verige so O Xistral (severni Lugo), Serra dos Ancares (na meji z Leónom in Asturijo), O Courel (na meji z Leónom), O Eixe (meja med Ourense in Zamoro), Serra de Queixa (v središču province Ourense), O Faro (meja med Lugom in Pontevedro), Cova da Serpe (meja med Lugom in A Coruño), Montemaior (A Coruña), Montes do Testeiro, Serra do Suído in Faro de Avión (med Pontevedro in Ourense); in na jugu A Peneda, O Xurés in O Larouco, vsi na meji Ourense in Portugalske.
Najvišja točka v Galiciji je Trevinca ali Pena Trevinca (2124 metrov) v Serra do Eixe, na meji med provincama Ourense in León ter Zamora. Drugi visoki vrhovi so Pena Survia (2112 metrov) v Serra do Eixe, O Mustallar (1935 metrov) v Os Ancares in Cabeza de Manzaneda (1782 metrov) v Serra de Queixa, kjer je smučišče.
- Plaža As Catedrais v Ribadeo
- Klifi Vixía Herbeira blizu rta Ortegal, najvišje (613 m) v celinski Evropi
- Travniki v Pambre, Palas de Rei
- Ría Ferrol je pomembno pomorsko oporišče Španije
- Vrh 'Tres Bispos', Cervantes, Lugo

### Hidrografija
Galicija je poetično znana kot »država tisočih rek« (o país dos mil ríos). Največja in najpomembnejša od teh rek je Miño, poetično znana kot O Pai Miño (Oče Miño), ki je dolga 307,5 km in ima pretok 419 m³ / s, s svojim pritokom reko Sil, ki je ustvarila spektakularen kanjon. Večina rek v notranjosti je pritokov tega rečnega sistema, ki odmaka približno 17.027 km². Druge reke tečejo neposredno v Atlantski ocean ali Biskajski zaliv, večina jih ima kratke tokove. Le Navia, Ulla, Tambre in Limia imajo tokove daljše od 100 km.
Številne hidroelektrarne v Galiciji izkoriščajo strme, globoke, ozke reke in njihove kanjone. Zaradi strmega toka je nekaj galicijskih rek plovnih, razen spodnjega dela reke Miño in delov različnih rek, ki so bile zajezene v zbiralnike. Nekatere reke so plovne z majhnimi čolni v spodnjem toku: to je zelo izkoriščeno na številnih polvodnih festivalih in romanjih.

### Okolje
Galicija je ohranila nekaj svojih gostih gozdov. Sorazmerno je neonesnažena in njene pokrajine, sestavljene iz zelenih gričev, klifov in riasov in se na splošno razlikujejo od tiste, ki jo običajno razumemo kot špansko pokrajino. Kljub temu ima Galicija nekaj pomembnih okoljskih problemov.
Krčenje gozdov in gozdni požari so težava na številnih območjih, pa tudi nenehno širjenje drevesa evkaliptusa, vrste, uvožene iz Avstralije, ki jo papirna industrija aktivno spodbuja od sredine 20. stoletja. Galicija je eno bolj gozdnatih območij v Španiji, vendar večina nasadov, kjer običajno gojijo evkaliptus ali bor, nima formalnega upravljanja. Masivni nasadi evkaliptusa, zlasti Eucalyptus globulus, so se začeli v dobi Francisca Franca, večinoma v imenu papirne družbe Empresa Nacional de Celulosas de España (ENCE) v Pontevedri, ki jo je želela za svojo kašo. Galicijski fotograf Delmi Álvarez je začel dokumentirati požare v Galiciji od leta 2006 v projektu Queiman Galiza (Goreča Galicia). Izdelki iz lesa so bistveni v gospodarstvu Galicije. Poleg drevesnih nasadov je pokrajina pomembna tudi po obsežni površini, ki jo zasedajo travniki, namenjeni živinoreji, zlasti govedu, kar je pomembna dejavnost. Razvoj hidroelektrarn v večini rek je v zadnjih desetletjih resno zaskrbela lokalne naravovarstvenike.
Živalstvo, predvsem evropski volk, je trpela zaradi dejanj lastnikov živine in kmetov ter izgube življenjskih prostorov, medtem ko so avtohtone vrste jelenov zaradi lova in razvoja upadale.
Glavno vprašanje so razlitja nafte. Ob razlitju nafte s tankerja MV Prestige leta 2002 se je razlilo več nafte kot Exxon Valdez na Aljaski.

### Biotska raznovrstnost
Galicija ima več kot 2800 rastlinskih vrst in 31 endemičnih rastlinskih taksonov. Na zahodu in severu prevladujejo nasadi in mešani gozdovi evkaliptusa; ostaja nekaj hrastovih gozdov (lokalno znanih kot fragas ali devesas), zlasti v severno-osrednjem delu province Lugo in na severu province A Coruña (Fragas do Eume). V notranjih delih prevladuje hrast in grmičevje. Galicija ima 262 popisanih vrst vretenčarjev, vključno z 12 vrstami sladkovodnih rib, 15 dvoživk, 24 plazilcev, 152 ptic in 59 sesalcev.
Živali, za katere najpogosteje mislijo, da so »značilne« za Galicijo, so tam rejena živina. Galicijski konj je doma v tej regiji, prav tako galicijska svetla krava (Rubia Gallega) in domača kokoš, znana kot galiña de Mos. Slednja je ogrožena vrsta, čeprav od leta 2001 kaže znake vrnitve.
V Galiciji živi ena največjih populacij volkov v zahodni Evropi. V gozdovih in gorah Galicije živijo tudi kunci, zajci, divje svinje in srne, ki so vsi priljubljeni med lovci. Skozi Galicijo poteka več pomembnih migracijskih poti ptic, nekatera od relativno malo okoljsko zaščitenih območij skupnosti pa so za te ptice posebna območja zaščite (na primer na Ría de Ribadeo). Z domačega vidika je bila Galicija za avtorja Manuela Rivasa zaslužna kot »dežela enega milijona krav«. Galicijsko svetlo in holsteinsko govedo sobiva na travnikih in kmetijah.

### Podnebje
Galicija leži na atlantski obali in ima zelo dobro podnebno širino, morski vpliv pa različno vpliva na večino avtonomne skupnosti. V primerjavi s podobnimi zemljepisnimi širinami na drugi strani Atlantika so zime izjemno blage, z obilnimi padavinami. Ob morju sneži izjemoma, temperature le občasno padejo pod ledišče; po drugi strani pa sneg v vzhodnih gorah od novembra do maja redno pada. Na splošno je podnebje Galicije primerljivo s pacifiškim severozahodom; najtoplejša obalna postaja Pontevedra ima letno srednjo temperaturo 14,8 ° C. Ourense, ki je nekoliko v notranjosti, je le nekoliko toplejše s 14,9 ° C. Lugo na severu je hladnejše z 12 ° C, podobno 12,45 ° C je v Portlandu v Oregonu.
Na obalnih območjih se poletja umirjajo, dnevni maksimumi v Vigu so v povprečju okoli 25 ° C. V La Coruñi so temperature še hladnejše, z umirjenimi 22,8 ° C normalno. [51] Temperature so veliko višje na celinskih območjih, kot je Ourense, kjer so dnevi nad 30 ° C redni.
Galicijska dežela je v Köppen podnebni klasifikaciji pripisana dvema različnima območjema: južnemu območju (približno, provinci Ourense in Pontevedra) z občutno poletno sušo, razvrščeno kot toplo poletno sredozemsko podnebje (Csb) z blagimi temperaturami in padavine, običajne skozi vse leto; ter zahodne in severne obalne regije, provinci Lugo in A Coruña, za katero je značilno oceansko podnebje (Cfb), z enakomernejšo porazdelitvijo padavin skozi leto in milejšimi poletji. Vendar so padavine na južnih obalnih območjih pogosto klasificirane kot oceanske, saj ostajajo povprečja bistveno višja od tipičnega sredozemskega podnebja.
- Obrežni gozd na bregovih Eume
- Reka Sil in njen kanjon
- Galicijske krave
- Iberski volk
- Pacios, Courel, Lugo
- Rías Baixas, Pontevedra

### Administrativna delitev
Pred ozemeljsko-upravno preureditvijo Španije leta 1833 je bila Galicija razdeljena na sedem upravnih provinc:
- (L)A Coruña
- Santiago
- Betanzos
- Mondoñedo
- Lugo
- Ourense
- Tui

Leta 1833 je bilo sedem prvotnih provinc iz 15. stoletja združenih v samo štiri:
- A Coruña, glavno mesto: A Coruña
- Pontevedra, glavno mesto: Pontevedra
- Ourense; glavno mesto: Ourense
- Lugo; glavno mesto: Lugo

- Provinces of Galicia (location maps)
- A Coruña
- Lugo
- Ourense
- Pontevedra

Galicija je nadalje razdeljena na 53 comarc, 315 občin (93 v La Coruñi, 67 v Lugu, 92 v Ourenseu, 62 v Pontevedri) in 3778 župnij. Občine so razdeljene na župnije, ki jih lahko nadalje delimo na aldeas (zaselek) ali lugare (kraj). Ta tradicionalna razčlenitev na tako majhna območja je nenavadna v primerjavi s preostalo Španijo. Približno polovica imenovanih prebivalcev Španije je v Galiciji, ki zaseda le 5,8 odstotka površine države. Ocenjuje se, da ima Galicija več kot milijon poimenovanih krajev, od tega več kot 40.000 skupnosti.

## Gospodarstvo
Tekstil, ribištvo, živinoreja, gozdarstvo in avtomobilska industrija so najbolj dinamični sektorji galicijskega gospodarstva.
Podjetja s sedežem v provinci A Coruña ustvarijo 70 % podjetniške proizvodnje Galicije. Arteixo, industrijska občina v metropolitanskem območju A Coruña, je sedež Inditexa, največjega svetovnega prodajalca mode. Od osmih blagovnih znamk je najbolj znana Zara; res je najbolj znana španska blagovna znamka kakršne koli vrste na mednarodni ravni. Predsednik družbe Amancio Ortega je najbogatejši človek v Španiji in v Evropi  z neto vrednostjo 45 milijard evrov.
Pomemben gospodarski sektor Galicije je ribiška industrija; glavna pristanišča so A Coruña, Marín-Pontevedra, Vigo in Ferrol. Evropska agencija za nadzor ribištva, ki usklajuje nadzor ribolova v vodah Evropske unije, ima sedež v Vigu.
Galicija je dežela gospodarskega nasprotja. Medtem ko je zahodna obala z večjimi središči ter ribiško in proizvodno industrijo uspešna, je podeželsko zaledje - provinci Ourense in Lugo - ekonomsko odvisno od tradicionalnega kmetijstva, ki temelji na majhnem posestvu, imenovanem minifundios. Povečanje turizma, trajnostnega gozdarstva ter ekološkega in tradicionalnega kmetijstva pa prinaša druge možnosti galicijskemu gospodarstvu, ne da bi ogrozilo ohranjanje naravnih virov in lokalne kulture.
Galicia is a land of economic contrast. While the western coast, with its major population centers and 
Tradicionalno je bila Galicija odvisna predvsem od kmetijstva in ribištva. Kljub temu je danes terciarni gospodarski sektor (storitveni sektor) največji, saj ima 582.000 delavcev od skupaj 1.072.000 (od leta 2002) v regiji.
Sekundarni sektor (proizvodnja) vključuje ladjedelništvo v Vigu, Marín-Pontevedri in Ferrolu, tekstilno industrijo in obdelavo granita v La Coruñi. Coruña proizvaja tudi avtomobile. Francoski Centro de Vigo de PSA Peugeot Citroën, ustanovljen leta 1958, proizvede približno 450.000 vozil letno (455.430 v letu 2006); Citroën C4 Picasso, izdelan leta 2007, je bilo njihovo devet milijonto vozilo.
Druga podjetja z velikim številom delavcev in znatnim prometom so San José s sedežem v Pontevedri, ki pripada gradbenemu sektorju, ter Gadisa in Vego s sedežem v La Coruñi in Froiz s sedežem v Pontevedri, povezana s trgovino na drobno.
Galicija je dom hranilnice in dveh najstarejših španskih poslovnih bank Banco Etcheverría (najstarejša) in Banco Pastor, ki je od leta 2011 v lasti Banco Popular Español.
Galicija je zamudila turistični razcvet, ki je v zadnjih desetletjih zajel Španijo, vendar so obalne regije (zlasti Rías Baixas in Santiago de Compostela) zdaj pomembne turistične destinacije in so še posebej priljubljene pri obiskovalcih iz drugih regij Španije, od koder prihaja večina turistov. 85 % turistov, ki obišče Galicijo, obišče Santiago de Compostela. Turizem predstavlja 12 % galicijskega BDP in zaposluje približno 12 % regionalne delovne sile.
Bruto domači proizvod (BDP) avtonomne skupnosti je leta 2018 znašal 62,6 milijarde evrov, kar predstavlja 5,2 % španske gospodarske proizvodnje. BDP na prebivalca, prilagojen kupni moči, je bil v istem letu 24.900 evrov ali 82 % povprečja EU27. BDP na zaposlenega je bil 95 % povprečja EU.
Stopnja brezposelnosti je leta 2017 znašala 15,7 % in je bila nižja od državnega povprečja.

## Prebivalstvo
Prebivalci Galicije so znani kot Galicijci (galicijsko galegos, špansko gallegos). Več kot stoletje je Galicija rasla počasneje kot preostala Španija, predvsem zaradi revnejšega gospodarstva v primerjavi z drugimi regijami Španije in izseljevanja v Latinsko Ameriko ter v druge dele Španije. Leta 1857 je imela Galicija najgostejšo populacijo v Španiji in je predstavljala 11,5 % nacionalnega prebivalstva. Od leta 2007 je samo 6,1 % španskega prebivalstva prebivalo v avtonomni skupnosti. To je posledica izseljevanja Galicijcev od 19. stoletja, najprej v Južno Ameriko, kasneje pa v Srednjo Evropo ter zaradi razvoja prebivalstva in industrije v drugih delih Španije.
V severni Galiciji je metropolitansko območje A Coruña-Ferrol postalo vse bolj prevladujoče glede na število prebivalcev. Prebivalstvo mesta A Coruña leta 1900 je bilo 43.971. Prebivalstvo preostale pokrajine, vključno z mestno in pomorsko postajo bližnjih Ferrol in Santiago de Compostela, je bilo 653.556. Rast Coruñe se je po španski državljanski vojni razvijala enako hitro kot druga velika galicijska mesta, toda od oživitve demokracije po smrti Francisca Franca je Coruña rasla hitreje kot vsa druga galicijska mesta.

## Jezik
Galicija ima dva uradna jezika: galicijščino (galicijsko galego) in španščino (v Španiji znan tudi kot castellano, tj. kastiljščina), oba romanska jezika. Galicijščina izvira iz regije; slednji je bil povezan s Kastilijo. Galicijščina je v statutu avtonomije Galicije priznana kot lingua propia (lasten jezik) Galicije.
Galicijščina je tesno povezana s portugalščino. Oba imata skupno srednjeveško fazo, znano kot galicijsko-portugalska. Neodvisnost Portugalske od poznega srednjega veka je spodbujala razhajanje med galicijskim in portugalskim jezikom, ko sta se razvijala. Čeprav veljata za neodvisna jezika v Galiciji, je bila skupna zgodovina med galicijščino in portugalščino splošno priznana; leta 2014 je galicijski parlament sprejel zakon 1/2014 o promociji portugalščine in povezavah z Lusofoni.
Uradni galicijski jezik je na podlagi literarne tradicije standardizirala Real Academia Galega. Čeprav obstajajo lokalna narečja, so galicijski mediji v skladu s to standardno obliko, ki se uporablja tudi v osnovnem, srednjem in univerzitetnem izobraževanju. Na svetu je več kot tri milijone govorcev galicijščine. Galicijščina se uvršča v nižje razrede 150 najbolj razširjenih jezikov na svetu. 
Več kot štiri stoletja kastiljske prevlade je bila španščina edini uradni jezik v Galiciji. Galicijščina je iz dnevne uporabe v urbanih območjih zbledela. Od ponovne vzpostavitve demokracije v Španiji - zlasti od sprejetja in izvajanja Lei de Normalización Lingüística (Zakon o jezikovni normalizaciji, Ley 3/1983, 15. junija 1983) - se je prva generacija študentov množičnega izobraževanja udeležila šole v galicijščini. (Uči se tudi španščina.)
Od konca 20. stoletja in vzpostavitve avtonomije Galicije se galicijski jezik ponovno pojavlja. V mestih se za večino uporablja kot drugi jezik. Po popisu iz leta 2001 je 99,16 odstotka prebivalcev Galicije razumelo jezik, 91,04 odstotka ga je govorilo, 68,65 odstotka ga je znalo brati in 57,64 odstotka ga je lahko pisalo. Prvi dve številki (razumevanje in govor) sta bili približno enaki odzivom desetletje prej. Med odstotkom prebivalstva, ki zna brati in pisati galicijsko, pa je prišlo do velikega povečanja. V času Franca je bil pouk galicijščine prepovedan. Danes starejši ljudje morda govorijo jezik, vendar zaradi starosti ne znajo pisati. Med španskimi regionalnimi jeziki ima galicijščina največji odstotek govorcev v svoji populaciji.
Najstarejši znani dokument v galicijsko-portugalskem jeziku je iz leta 1228. Foro do bo burgo do Castro Caldelas je Alfonz IX. Leonski podelil mestu Burgo, v Castro Caldelas po vzoru ustave mesta Allariz. V srednjem veku se je pojavila izrazita galicijska književnost: v 13. stoletju so k romanskemu kanonu v galicijsko-portugalskem jeziku prispevali pomembni prispevki, najbolj opazni so bili trubadur Martín Codax, duhovnik Airas Nunes, portugalski kralj Denis in kralj Alfonz X. Kastiljski, Alfonso O Sabio (Alfonz Modri), isti monarh, ki je začel proces standardizacije španskega jezika. V tem obdobju je galicijsko-portugalski jezik v iberski romanski jezikovni kulturi veljal za jezik ljubezenske poezije. Imena in spomini Codaxa in drugih priljubljenih kulturnih osebnosti so v sodobni Galiciji dobro ohranjeni.

## Arhitektura
Na stotine starodavnih kamnitih spomenikov, kot so dolmeni, menhirji in megalitski tumuli, je bilo postavljenih v prazgodovini v Galiciji. Med najbolj znanimi so dolmeni Dombate, Corveira, Axeitos iz Pedra da Arca in menhirji, kot je Lapa de Gargñáns. Od železne dobe ima Galicija bogato dediščino, ki temelji predvsem na velikem številu gradišč, nekaj jih je izkopanih, na primer Baroña, Sta. Tegra, San Cibrao de Lás in Formigueiros med drugim. Z uvedbo starodavne rimske arhitekture se je razvila bazilika, kastrum, mestno obzidje, mesta, vile, rimski templji, rimske ceste in rimski most Ponte Vella. Rimljani so ustanovili nekaj prvih mest v Galiciji, kot sta Lugo in Ourense. Morda sta najbolj znana primera rimsko obzidje Luga in Herkulov stolp v La Coruñi.
V srednjem veku so galicijski fevdalni plemiči zgradili številne utrjene gradove, da bi označili svojo moč proti tekmecem. Čeprav je bila večina med Irmandiskimi upori (1466–1469) porušena, so nekateri ohranjeni galicijski gradovi Pambre, Castro Caldelas, Sobroso, Soutomaior in Monterrei.
Cerkvena arhitektura je nastala zgodaj, prve cerkve in samostani, kot je San Pedro de Rocas, so se začeli graditi v 5. in 6. stoletju. Vendar pa je najbolj znana srednjeveška arhitektura v Galiciji uporabljala romansko arhitekturo kot večina zahodne Evrope. Nekateri največji primeri romanskih cerkva v Galiciji so med drugim stolnica Santiago de Compostela, Stolnica sv. Martina, Ourense, samostan San Xoán de Caaveiro, Gospa Marija iz Cambre in cerkev San Xoán v Portomarínu.

## Kuhinja
Galicijska kuhinja pogosto uporablja ribe in lupinarje. Empanada je mesna ali ribja pita, s kruhu podobno osnovo, vrhom in skorjo z mesnim ali ribjim nadevom, običajno v paradižnikovi omaki, vključno s čebulo in česnom. Caldo galego je krepka juha, katere glavne sestavine so krompir in lokalna zelenjava po imenu grelo (brokoli rabe). Slednji se uporablja tudi v lacón con grelos, značilni pustni jedi, sestavljeni iz svinjine, kuhane z grelosom, krompirjem in chorizo. Centolla je ekvivalent kraljeve rakovice. Pripravimo jo tako, da jo živo skuhamo, njeno glavno telo odpremo kot lupino, nato pa notranjost močno premešamo. Druga priljubljena jed je hobotnica, kuhana (tradicionalno v bakrenem loncu) in postrežena v lesenem krožniku, narezana na majhne koščke in obložena z olivnim oljem, morsko soljo in pimentonom (španska paprika). Ta jed se imenuje pulpo a la gallega ali v galicijščini polbo á feira, kar grobo pomeni »hobotnica v poštenem slogu«, najpogosteje prevedena kot »hobotnica v galicijskem slogu«. Obstaja več regionalnih sort sira. Najbolj znan je tako imenovan tetilla, poimenovan po obliki, podobni prsim. Druge zelo cenjene sorte so sir San Simón iz Vilalbe in kremast sir, pridelan na območju Arzúa-Ulloa. Klasika so filloas, palačinke narejene z moko, juho ali mlekom in jajci. Ko se pripravljajo na prazniku zakola prašičev, lahko vsebujejo tudi kri živali. Znamenita mandljeva torta, imenovana Tarta de Santiago (torta sv. Jakoba), je galicijska sladka specialiteta, ki jo v glavnem izdelujejo v Santiagu de Compostela in po vsej Galiciji.
Galicija ima 30 izdelkov z oznako Denominación de orixe (D.O.), nekateri med njimi z Denominación de Orixe Protexida (D.O.P.). So del sistema urejanja kakovosti in geografskega porekla med najboljšimi španskimi proizvajalci. Galicija proizvaja vrsto visokokakovostnih galicijskih vin, med drugim Albariño, Ribeiro, Ribeira Sacra, Monterrei in Valdeorras. Uporabljene sorte grozdja so lokalne in jih redko najdemo zunaj Galicije in Severne Portugalske. Prav tako iz Galicije izvira žganje Augardente - ime pomeni goreča voda - ki ga v Španiji pogosto imenujejo Orujo, mednarodno pa v Galiciji caña. To žganje je narejeno iz destilacije tropin grozdja.

## Čast
Galicia Peak, vrh v masivu Vinson na Antarktiki je dobil ime po avtonomni skupnosti Galicija.

## Galerija
- Anta (dolmen) v mestu Axeitos, Ribeira. V Galiciji je še vedno ohranjenih na stotine megalitov.
- Fisterra ali Rt Finisterre, kar pomeni "konec kopna", ena najzahodnejših točk celinske Evrope.
- Vrata železne dobe oppiduma San Cibrao de Las, enega največjih gradišč Ljudstva Castro.
- Gaiteiros ali gajdaši. Gaita ("gajda") je najbolj reprezentativno galicijsko glasbilo
- Queimada, tradicionalna pijača, pridobljena po delnem žganju lokalne avgardente (grappa)
- Hórreo ali cabaceiro ali canastro, tradicionalna in vseprisotna kašča
- Cruceiro ali križ ob poti in cerkev San Xurxo v La Coruñi
- Millenarijske skalne rezbarije, Laxe dos carballos v podrobnostih prikazuje jelena, ki ga je zadelo več sulic.
- Trg Leña, Pontevedra
- Grad in samostan San Vicente do Pino, Monforte de Lemos
- Rimsko obzidje v Lugu, spomenik svetovne dediščine
- Tradicionalna dorna, ribiški čoln, običajen v Ria de Arousa
- Skalnata obala Cabo Silleiro, Baiona